# Basmalah Gralind
Basmalah Nigista Sa'ba Ebalent Gralind es una actriz, modelo, influencer y youtuber indonesia. Se hizo conocida en su país gracias a su papel en la película Un pacto con el diablo.

## Familia
Basmalah nació en Yakarta, Indonesia. Es la menor de las dos hijas de Nugraha y Alinda Daud. Su hermana mayor es Balqiss Gralind.

## Carrera
Comenzó su carrera a los 3 años al ser finalista en el concurso Parenting Cover Hunt de 2011. Ese mismo año, también debutó en la serie Khadijah and Khalifah. Basmalah inició en el mundo del cine en 2019. En la película Acuerdo con el Diablo, interpretó el papel de Lara.

## Filmografía

### Cine
| Año  | Título                  | Rol         | Notas |
| ---- | ----------------------- | ----------- | ----- |
| 2019 | Perjanjian dengan Iblis | Lara        |       |
| 2019 | MatiAnak                | Anna        |       |
| 2019 | Habibie & Ainun 3       | Ainun kecil |       |
| 2020 | Anak Pantai             | Neneng      |       |

### Televisión
| Año           | Título                                  | Rol                                             | Notas                                                                          |
| ------------- | --------------------------------------- | ----------------------------------------------- | ------------------------------------------------------------------------------ |
| 2011          | Khadijah dan Khalifah                   |                                                 | Debut                                                                          |
| 2012          | Surga di Telapak Kakimu, Ibu            |                                                 | Películas de televisión                                                        |
| 2013          | Ibu, Kenapa Benci Aku?                  |                                                 | Películas de televisión                                                        |
| 2014          | Aku Keliling Jakarta Mencari Ibu        | Putri                                           | Películas de televisión                                                        |
| 2014          | Kisah Nyata                             |                                                 | Episodio: "El sufrimiento de un marido ciego que acepta al novio de su esposa" |
| 2014          | Kisah Nyata                             | Episodio: "El sacrificio de la esposa de Saleh" |                                                                                |
| 2015          | Sinema Pintu Taubat                     |                                                 | Episodio: "A los ojos de mi esposa, soy un marido fracasado"                   |
| 2015          | Sinema Pintu Taubat                     | Nana/Pelangi                                    | Episodio: "El llanto del niño consumido"                                       |
| 2015          | Jangan Salahkan Aku karena Aku Anak Ibu | Bella                                           | película de televisión                                                         |
| 2016          | Kasih dan Bidadari                      | Fitri                                           |                                                                                |
| 2017          | Nadin                                   | Ani                                             |                                                                                |
| 2017          | Jumat ke-13                             |                                                 |                                                                                |
| 2017—2018     | Jodoh Wasiat Bapak                      | "Beragam"                                       | Estrella invitada (4 episodios)                                                |
| 2018          | Utusan dari Surga                       | Anggie                                          |                                                                                |
| 2018          | Kun Fayakun                             | Icha                                            | Episodio 63                                                                    |
| 2019          | Papan Ajaib                             | Carmel                                          |                                                                                |
| 2019          | Romantika di Rusun                      | Dea                                             |                                                                                |
| 2020          | Sultan Aji                              | Kulsum                                          |                                                                                |
| 2020          | Malapataka                              | Jasmine                                         | Miniserie; Episodio: "Ojalá"                                                   |
| 2021          | Kembalinya Raden Kian Santang           | Nyimas Sekar Tanjung                            |                                                                                |
| 2021          | Jodoh Wasiat Bapak Babak 2              | "Beragam"                                       | Estrella invitada (4 episodios)                                                |
| 2021          | Ratapan Buah Hati                       | "Beragam"                                       | Estrella invitada (3 episodios)                                                |
| 2021          | Pintu Berkah                            | "Beragam"                                       | Estrella invitada (2 episodios)                                                |
| 2022          | Dari Jendela SMP                        | Citra Suyadi                                    |                                                                                |
| 2022–2023     | Panggilan                               | Mala                                            |                                                                                |
| 2023—2025     | Magic 5                                 | Naura                                           |                                                                                |
| 2025—sekarang | Merangkai Kisah Indah                   | Mutiara Anggi Aditya                            |                                                                                |

### Videoclips
| Año  | Título           | Cantante                                  | Notas | Ref. |
| ---- | ---------------- | ----------------------------------------- | ----- | ---- |
| 2023 | "Bertauhid"      | Sridevi DA5, Eby DA5, dan Afan DA5        |       |      |
| 2023 | "Happy Birthday" | Byoode, JD Eleven, Sridevi, Eby, dan Afan |       |      |
| 2024 | "Alhamdulillah"  | Sridevi DA5, Eby DA5, dan Afan DA5        |       |      |
| 2025 | "Bertasbih"      | Sridevi DA5, Eby DA5, dan Afan DA5        |       |      |

## Discografía

### Canción
| Año  | Título            | Álbum                                 | Notas           | Ref.  |
| ---- | ----------------- | ------------------------------------- | --------------- | ----- |
| 2023 | "Aku Jatuh Cinta" | Sencillo que no forma parte del álbum | Con Raden Rakha | [ 3 ] |

## Premios y nominaciones
| Año  | Otorgado                                     | Categoría                  | Trabajo           | Resultado | Ref.  |
| ---- | -------------------------------------------- | -------------------------- | ----------------- | --------- | ----- |
| 2020 | Premios de Actores de Cine de Indonesia 2020 | Pemeran Anak-Anak Terbaik  | Habibie & Ainun 3 | Nominada  | [ 4 ] |
| 2024 | Premios de Actores de Cine de Indonesia 2024 | Aktris Sinetron Terpopuler | Magic 5           | Nominada  |       |